# Filosofia de les matemàtiques
La filosofia de les matemàtiques és una branca de la filosofia. Segons Michael Dummett es pot considerar que hi ha quatre preguntes fonamentals sobre el contingut de la filosofia de les matemàtiques:
1. Com sabem que les nostres teories matemàtiques són vertaderes?
2. Sobre què són les matemàtiques? En altres paraules, si un enunciat matemàtic és vertader, què ho fa vertader? En virtut de què és vertader?
3. Les veritats matemàtiques són vertaderes per necessitat? I, si ho són, quina és la font d'aquesta necessitat?
4. Com és possible aplicar les veritats matemàtiques a la realitat externa? I en què consisteix aquesta aplicació?[1] També es plantegen altres qüestions com: Quin significat té referir-se a un objecte matemàtic? Quina és la naturalesa d'una proposició en matemàtiques? Quina relació hi ha entre lògica i matemàtica? Com s'explica la bellesa de les matemàtiques?

## L'origen de les matemàtiques i l'empirisme matemàtic

### El naixement de les matemàtiques
A les preguntes de com sabem que les proposicions matemàtiques són vertaderes i què és el que fa que una proposició matemàtica sigui vertadera podem respondre acudint a l'origen de les matemàtiques. En aquesta secció, començarem fent un breu esbós de com van poder sorgir els primers conceptes i proposicions matemàtics per després explicar com aquest sorgiment podria fer plausible certa hipòtesi sobre on cal buscar els conceptes matemàtics i què fa que les proposicions matemàtiques siguin veritables.
És indubtable que les matemàtiques tenen el seu origen en les activitats de comptar i mesurar, encara que el com sigui més difícil d'establir. La millor hipòtesi que disposem es basa en les troballes arqueològiques a Mesopotàmia (Maza, 2008).
Entre el mil·lenni VIII i IV a. n. e., van existir fitxes que tenien la funció de descriure quantitats de productes, animals o qualsevol element de l'activitat econòmica. La forma de fer-ho deu haver estat additiva durant llarg temps. Així, en cas de disposar de cinc animals, es representaria aquesta quantitat per cinc fitxes, posem per cas, en forma de cilindre. Si, en canvi, es volia registrar cinc gerres d'oli, s'emprarien cinc ovoides amb una marca. D'aquesta manera, cada fitxa representaria una unitat del producte, la naturalesa ve representada per la forma de la fitxa i la quantitat presenta una representació additiva. Amb això, tenim la condició necessària per a l'aparició dels nombres, que és l'establiment d'una correspondència un-a-un entre els elements a comptar (animals, gerres) i els elements comptables (fitxes), però encara no tenim nombres.
Però, des de molt aviat, les fitxes van haver de ser transportades en algun tipus d'embolcall, siguin bosses de cuir o similars. En algun moment, la forma de transport es va simplificar embolicant aquestes fitxes en esferes buides de fang. Aquestes bombolles d'argila poden, en moltes ocasions, presentar signes externs. Això permet formular una hipòtesi senzilla i atractiva sobre la funcionalitat de fitxes i bombolles.
Per exemple, un agricultor i un ramader volen fer un intercanvi de productes. L'un lliurarà diversos animals a canvi d'un nombre de cistells de gra. Quan arriben a l'acord, difereixen el pagament a fi que alguns dels seus treballadors vagin a les terres de l'altre per recollir l'objecte de l'intercanvi. Però, d'alguna manera, han de segellar l'acord. La forma de fer-ho serà modelar les fitxes que representin les quantitats que cadascú lliurarà i donarà a l'altre embolicades en una bombolla d'argila. D'aquesta manera, els treballadors de cada un es presenten a les terres de l'altre amb la bombolla rebuda. Allà mateix, es trenca i es trobaran les fitxes que representen allò que s'ha de lliurar al posseïdor de la bombolla.
Convé parar atenció a les marques realitzades en l'exterior de la bombolla i que s'han esmentat anteriorment, ja que se suposa que representen sobre la bombolla les fitxes que romanen dins de la bombolla, a manera de recordatori del que conté. Aquest seria el vincle entre les fitxes i els signes exteriors. Així, amb el temps, aquests signes van fent inútils les fitxes de l'interior de la bombolla. Sense les fitxes, les bombolles es van anar transformant donant pas a les tauletes en què la representació numèrica serà plana a finals del IV mil·lenni a.n.e.
Les tauletes així inventades servien per a registrar quantitats diverses del mateix producte o de productes diferents. En correspondre, per exemple, a entrades diferents pel proveïdor, o qualsevol altra circumstància, resulta adequat enregistrar també el total de la quantitat registrada. Això es feia habitualment en el revers de la tauleta. Per exemple, una tauleta que registra, en el seu anvers, cinc gerres de cervesa comprades a en tal i quatre comprades a en tal altre, en el revers estan les nou gerres agrupades. Aquest és un cas especialment simple de suma: l'únic que es fa en el revers és presentar les nou gerres agrupades. D'aquesta manera, la suma consisteix exclusivament a repetir cada un dels signes utilitzats per a explicar. Però des del punt de vista aritmètic, les quantitats a sumar poden sobrepassar la simple enumeració dels seus elements, amb el qual ens trobem en una situació més complexa. I aquesta és una de les raons de l'aparició dels sistemes de numeració, ja que és en aquest tipus de cas quan s'aplica el sistema de numeració vigent per reunir en un sol resultat l'acció aritmètica empresa. Això últim solia dependre del producte, de la mateixa manera que, per tradició, comptem els ous per dotzenes i no per desenes i, per al temps, utilitzem el sistema sexagesimal (una hora són seixanta minuts, cadascun dels quals són seixanta segons).
Les transaccions i comptabilitats comercials es realitzaven pesant els productes objecte de comerç (llana, cereal, estany, etc.) i taxant el seu valor en la plata corresponent, que actuava a manera de moneda no encunyada. Actuava en la triple funció sota la qual es constitueix la moneda: com a unitat de compte i com a mitjà d'intercanvi, ja que podia incloure's com a part de la transacció comercial, i també com a mitjà de pagament, tal com es dedueix de nombrosos documents de venda i préstecs. Els problemes algebraics que generaven aquestes transaccions van fer que els mesopotàmics fossin capaços de resoldre sistemes d'equacions lineals de fins a tres incògnites o equacions de segon grau.
Les primeres unitats de mesura semblen haver estat les referides al pes, com és de suposar donat el que s'ha dit abans. No obstant això, durant el tercer mil·lenni a.n.e., es van anar constituint unitats cada vegada més estandarditzades, tant de longitud, com de superfície o volum. Això va ser impulsat pel naixement de les ciutats estat i el creixement de les relacions comercials entre aquestes, així com entre el poble i la ciutat, fets que impulsaven l'establiment d'acords per a realitzar mesures comunes dels productes intercanviats.
Les unitats de mesura de superfície eren quadrats i rectangles (més secundàriament, els triangles) de determinades longituds en els seus costats. És fàcil adonar-se que «enllosar» mitjançant aquestes unitats requeria multiplicar, és a dir, sumar reiteradament. És per això que les escoles d'escribes havien de dedicar un cert temps a la pràctica de l'operació de multiplicar dues longituds, a la qual cal unir la pràctica subsegüent en la transformació de les unitats resultants d'aquesta operació en els seus múltiples. L'objectiu bàsic en aquest aspecte consistia a expressar el resultat de la mesura amb la menor quantitat d'unitats possible, a fi que operacions posteriors oferissin menys dificultat.
En el cas d'un triangle rectangle de catet una unitat, l'àrea es pot obtenir sense més que multiplicar la meitat de la base per l'altura, és a dir, que l'àrea d'un triangle d'aquestes característiques es pren com la meitat del quadrat de la mateixa base i alçada que el triangle, una relació que pot estendre's a qualsevol altre triangle, en particular un equilàter (que, tanmateix, presenta l'inconvenient que l'alçada no és un valor immediat, però que també es pot calcular mitjançant arrels quadrades, encara que l'algorisme utilitzat pels mesopotàmics era una mica inexacte).
Els mesopotàmics coneixien el que després s'ha anomenat el teorema de Pitàgores en el sentit que usaven longituds de corda de 3, 4 i 5 unitats de llarg per a formar un gran angle recte per a la construcció i per al mesurament de terrenys.
El mesurament de camps irregulars es feia trossejant el camp en quadrats, rectangles i triangles. D'altra banda, es poden utilitzar aquestes figures simples per a aproximar-se a superfícies curvilínies. D'una manera semblant, s'actuava amb les unitats de volum necessàries per calcular les mesures i treballs de canals i edificis.

### L'empirisme matemàtic
Tot el que s'ha dit anteriorment ha intentat transmetre la millor hipòtesi sobre com es van obtenir els primers conceptes i veritats matemàtics que, sens dubte, són els propis de la geometria i l'aritmètica. Però també fa plausible que els conceptes matemàtics procedeixen, en certa manera, de com és el món físic, del món que captem mitjançant el nostre sentits.
Per a John Stuart Mill (1806-1873), els conceptes matemàtics procedeixen del món físic i les veritats de la matemàtica són veritats sobre el món físic, encara que d'un caràcter més general. Les veritats matemàtiques serien les veritats més generals de totes (Dummett, 1998, pàg. 125-126).
Una posició que pot ser fàcilment confosa amb la de Mill és la de David Hume (1711-1776). Per a Hume, els conceptes matemàtics tenen el seu origen remot en la sensació que després és transformada per l'activitat de la ment, però les veritats matemàtiques són veritats sobre les relacions entre les idees, no sobre allò percebut.
En el seu Tractat de la naturalesa humana (Hume, 1739, llibre I, part II), Hume manté que els nostres sentits donen lloc a les impressions que són copiades per les nostres idees, les quals són reorganitzades per la nostra activitat mental i donen lloc a idees complexes. Un tipus d'idea complexa són les relacions i, dins d'aquestes, Hume destaca aquelles que depenen completament de la comparació d'idees: la semblança, els graus de qualitat i les proporcions de quantitat. D'aquestes, tracten les matemàtiques que, per a Hume, són bàsicament la geometria i l'aritmètica.
No obstant això, aquesta reorganització que dona lloc a les idees complexes fa que aquestes no siguin una fidel reproducció de les impressions rebudes. Hume introdueix certa creativitat de la ment mitjançant la imaginació a l'hora de produir les idees complexes de les matemàtiques, les figures i els nombres. Tots dos s'originen a partir de la inexactitud de la percepció sensible (Tractat SB, 45 i seg.) mitjançant el mateix procés que condueix que creguem en l'existència contínua dels cossos (Tractat SB, 198). Per a Hume, per tant, les idees matemàtiques són producte, fins a cert punt, de la nostra activitat mental. D'altra banda, Hume insisteix que les veritats matemàtiques ho són sobre les relacions entre les pròpies idees i no sobre les relacions del representat per les idees.
Però, ja René Descartes (1596-1650) havia interpretat d'una altra manera el coneixement matemàtic, assenyalant en la «Sisena meditació» de les seues Meditacions metafísiques que: «quan imagine un triangle, encara no hi ha potser una tal figura en cap lloc, fora del meu pensament, i encara que mai l'hagi haguda, no deixa per això d'haver-hi certa naturalesa, o forma, o essència d'aquesta figura, la qual és immutable i eterna; no ha estat inventada per mi i no depèn de cap manera del meu esperit, i això és patent perquè es poden demostrar diverses propietats d'aquest triangle». Insisteix que: «I res valdria objectar en aquest punt que potser aquesta idea del triangle hagi entrat en el meu esperit per mediació dels sentits, a causa d'haver vist jo mai cos de figura triangular, ja que jo puc formar en el meu esperit infinitat d'altres figures, de les quals no càpiga sospitar ni el més mínim que hagin estat objecte dels meus sentits, i no per això deixe de poder demostrar certes propietats que n'afecten la naturalesa».
Descartes apunta dues característiques que fan que el saber matemàtic siga peculiar. En primer lloc, que no pot ser producte de l'activitat de la meva ment, però tampoc, en segon lloc, producte del món físic percebut. La raó és, per al primer, el caràcter demostratiu de les matemàtiques. Per al segon, la creativitat matemàtica que supera el que el món dels sentits em pot oferir.

## El caràcter axiomàtic i demostratiu de les matemàtiques. El logicisme

### L'organització en elements de les matemàtiques
Com ha mostrat l'exposició anterior sobre les matemàtiques mesopotàmiques, aquestes tenien un caràcter pràctic. Això es veu confirmat pel fet que, en les tauletes conservades en els museus, no hi ha textos seguits en què s'explique res i només de manera excepcional apareixen procediments generals i no exemples. Això no obstant, els problemes concrets estan organitzats en grups i ordenats començant pels més simples, als quals es tracten de reduir els més complicats. De manera que, implícitament, hi ha una percepció abstracta i general dels procediments, encara que s'exposen mitjançant exemples numèrics, a la manera en què els manuals de llatí inclouen paradigmes concrets de declinacions i conjugacions (per exemple, en llatí, rosa-rosae, amo-amas-amare). És a dir, l'important no són els valors numèrics, sinó l'esquema subjacent que exemplifiquen. Així, el tret comú d'aquestes matemàtiques és que consisteixen en tècniques de còmput numèric i no en indagació teòrica sobre propietats aritmètiques, geomètriques o algebraiques. De fet, no hi ha res semblant a una demostració.
Però, els antics grecs donaran a les matemàtiques la forma demostrativa (o deductiva, no cal entrar en aquesta important diferència), en la qual se'ns presenta tradicionalment. L'impuls definitiu d'aquesta forma de les matemàtiques s'ha de buscar, d'una banda, en l'escola eleàtica (s. VI a.n.e.) i en el seu primer representant, Parmènides (segle vi aC.). D'ell procedeix la primera argumentació deductiva conscient que conservem i que fonamenta la seva doctrina segons la qual el canvi és una aparença. L'èmfasi en la prova dels elèatics, la seva fixació per l'argument adequat, s'estendrà a tots els aspectes del saber a Grècia, incloent-hi les matemàtiques.
D'altra banda, sembla que va ser Tales de Milet (s. VII a.n.e.) el primer que donà alguna mena de demostració de les proposicions següents: que són iguals els angles oposats formats per dues rectes que es tallen; que donada la base d'un triangle i els seus dos angles en queda determinat la resta; que l'angle inscrit en una semicircumferència és recte, i el teorema de Tales.
Per la seva banda, als seguidors de Pitàgores (s. VI a.n.e.) es deu la demostració de la irracionalitat d'arrel de 2 (és a dir, que no es pot expressar com una raó -com un nombre fraccionari- entre dos nombres naturals). I és precisament novetat absoluta el fet que allò demostrat és inseparable de la prova demostrativa, a diferència de tots els altres casos exposats, en què la veritat del teorema es coneixia abans d'una prova lògicament rigorosa. Els antics grecs sempre van ser conscients que ells eren els inventors d'aquesta organització demostrativa del saber matemàtic.
Els pitagòrics també tenen un important paper en la demostració de proposicions a partir d'altres preses com a principis o «elements», organitzant el corpus de coneixements deductivament. És el que ara es coneix com a axiomatització, ja que aquests elements o principis se'ls diu actualment axiomes. La primera organització en «elements» que es coneix apareix en la segona meitat del segle V a.n.e., per obra d'Hipòcrates de Quios, que no obstant això no era pitagòric.
Plató introduirà la matemàtica organitzada en elements com un punt de referència per concebre el coneixement en general. En el denominat «passatge de la línia” de La República (Llibre VI, capítols XX-XXI, pàg. 509c-511e), Plató recull aquest ideal de la matemàtica que arribarà al seu cim amb l'obra fonamental d'Euclides Els elements, a cavall dels segles IV i III a.n.e.
S'entenia per «elements» les definicions, postulats i nocions comunes (vegeu Els elements d'Euclides Arxivat 2013-09-01 a Wayback Machine.). I el llibre d'Euclides tractava fonamentalment de geometria. Per tant, Els elements d'Euclides és una obra que tracta de l'organització del coneixement de la geometria en elements. A partir d'un nombre limitat de proposicions (els postulats i nocions comuns -després axiomes), es pot deduir totes les veritats sobre un àmbit de coneixement determinat, en aquest cas el concepte d'espai euclidià que estudia la geometria euclidiana.
Aristòtil, deixeble de Plató i una generació anterior a Euclides, convertirà definitivament aquesta concepció del coneixement matemàtic en el model de coneixement en general.
Tot i Els elements d'Euclides, l'axiomatització és un procediment que va haver d'esperar a principis del segle XX per ser estudiat en profunditat en l'àmbit de la lògica formal.

### El logicisme
Com una altra il·lustració de què és i com cal fer una axiomatització, donarem un salt de gairebé 25 segles i acudirem a la teoria de conjunts. La teoria de conjunts matematitza un concepte relativament senzill d'entrada com és el de conjunt, col·lecció o classe. Pensem en aquest concepte: què és un conjunt? Podem donar-ne sinònims: col·lecció de coses, classe de coses, reunió de coses. O podem analitzar el que indiquen en comú aquestes expressions: coses diferents, anomenades elements, que formen un tot. Però el que busca el matemàtic és l'exactitud: quan podem dir que tenim un conjunt? La resposta que van trobar els matemàtics va ser la pertinença. La teoria de conjunts és una definició de «conjunt» però també de «pertinença". El que caracteritza un conjunt és que li pertanyen els seus elements, o dit d'una altra manera, els elements d'un conjunt són els seus membres, els elements d'un conjunt són membres del conjunt.
Com es determina la pertinença a un conjunt? Com es va determinar quines coses pertanyen a un conjunt? Totes les coses que tenen la mateixa característica o relació formen un conjunt determinat. En lògica, es diria que totes les que comparteixen el mateix predicat formen un conjunt. Per exemple, el conjunt de les coses que són blanques, el conjunt dels cotxes, el conjunt dels gats, el conjunt dels nombres naturals, el conjunt de les persones que s'estimen, el conjunt dels boscos de més de 10 hectàrees, el conjunt dels conjunts que no són elements de si mateixos, etc.
L'últim conjunt esmentat té un paper fonamental en la filosofia de la matemàtica, ja que planteja l'anomenada paradoxa de Russell, anomenada així en honor del seu descobridor Bertrand Russell (1872-1970), la qual va obligar a transformar el criteri per determinar quan tenim un conjunt.
Va ser el matemàtic Ernst Zermelo qui va proposar la correcció al concepte de conjunt que millor ha caigut entre els matemàtics i que s'anomena axioma d'especificació. Zermelo va proposar que forméssim conjunts a partir de conjunts ja donats. Per tant, un conjunt ja no venia donat només pel conjunt de coses que tenien en comú una propietat o una relació (un predicat, per la lògica) sinó que un conjunt ve donat de la manera següent: tenim un conjunt A, dins aquest conjunt A tenim el conjunt B de les coses que tenen aquesta propietat o relació.
El problema d'aquesta correcció és que cal garantir que hi ha conjunts prèviament donats per a poder aplicar el nou criteri. Per tant, calen els axiomes necessaris que diuen que existeix el següent: un sol conjunt sense elements, que hi ha infinits conjunts, que es poden formar conjunts unint altres conjunts i que existeix un conjunt infinit.
A partir d'aquests elements, és possible deduir gairebé totes les propietats que es consideren pròpies d'un conjunt; si s'afegeix el criteri d'identitat de conjunts que ve recollit en l'axioma d'extensionalitat: dos conjunts són el mateix si tenen els mateixos elements. Com s'acaba de dir, amb eixos axiomes, és possible deduir gairebé totes les propietats que caracteritzen un conjunt; quan es tracta de matemàtiques complicades calen altres característiques i, consegüentment, nous axiomes, però no cal entrar en això.
Així doncs, des dels grecs, les matemàtiques han presentat l'aspecte axiomàtic demostratiu que les caracteritza. Recordem que Descartes feia del caràcter demostratiu de les matemàtiques la raó per separar-les dels sentits, de la percepció del món físic. La deducció, com una manera de demostració, també es dóna en les ciències empíriques, però hi té un paper diferent. En física, per exemple, es pot començar acceptant com a conceptes bàsics els obtinguts per observacions inexactes i com els seus primers principis les generalitzacions d'aquestes observacions. Però, ràpidament, el físic refina els seus conceptes i fa observacions més exactes. Procedeix a construir una teoria, tan precisa com siga possible i pot així fer complexes deduccions d'aquesta. Però, el propòsit científic de fer això és arribar a resultats que puguin ser posats a prova mitjançant una observació ulterior; si ocorre una refutació caldrà revisar la teoria. En canvi, en matemàtiques, l'objectiu dels raonaments deductius és establir directament la veritat de la conclusió obtinguda, establir la veritat del teorema. Imre Lakatos ha il·lustrat que un contraexemple convincent a un pretès teorema pot portar a la revisió dels axiomes d'una teoria. Però, en matemàtiques, com Ludwig Wittgenstein (1889-1951) va assenyalar, és suficient que el contraexemple siga descrit, mentre que en una teoria empírica s'ha de garantir que hi ha el contraexemple trobant-lo en el món físic.
D'aquesta manera, les matemàtiques tenen una estructura axiomàtica i deductiva que les fa peculiars: les proposicions matemàtiques o veritats matemàtiques són teoremes, la qual cosa vol dir que han estat deduïdes. Les premisses últimes de la deducció en les teories matemàtiques són els axiomes. Aquests, com ja hem vist, no han estat deduïts, per això es diuen «axiomes» i no «teoremes". Però què dir, aleshores, de la veritat dels axiomes? 
Hi ha una concepció de les matemàtiques que ha volgut fer de la deducció el tret diferenciador exclusiu de les matemàtiques. Es tracta del logicisme. Els seus representants més importants van ser Gottlob Frege (1848-1925) i B. Russell, i els seus orígens es poden rastrejar en Leibniz. B. Russell va escriure juntament amb Alfred North Whitehead (1861-1947) una obra fonamental en la lògica i la filosofia de la matemàtica del segle xx: Principia Mathematica.
Els lògics, com la major part dels estudiosos de la matemàtica, pensen que la inferència dels teoremes a partir dels axiomes en matemàtiques es pot fer per mera deducció. Les deduccions són raonaments en els quals, llevat que qüestionem les regles lògiques d'acord amb les quals procedeix la deducció, només podem qüestionar la conclusió si qüestionem les premisses; dit d'una altra manera, si les premisses són vertaderes, la veritat de la conclusió està garantida.
Els logicistes pensen que és possible deduir les matemàtiques només de les mateixes teories que formulen les regles de la deducció, de tal manera que les matemàtiques només serien una complicació de la lògica, però no diferent d'aquesta. Però la paradoxa de Russell va tirar per terra aquesta concepció. Els axiomes als quals cal acudir per resoldre-la, en opinió de la majoria dels lògics i matemàtics, no es poden considerar com a part de la lògica. Per tant, se sol pensar que el logicisme no aconsegueix demostrar que totes les matemàtiques es dedueixen de les teories lògiques.

## Platonisme. Coneixementa priorii coneixementa posteriori
A la pregunta per la veritat dels axiomes de les matemàtiques, hem respost en primera instància amb l'empirisme i després amb el logicisme. L'empirisme radical de Mill fa de les veritats matemàtiques les veritats més generals sobre el món físic. El caràcter axiomaticodeductiu de les matemàtiques sembla desmentir aquesta posició. El logicisme, en canvi, fa de les matemàtiques una part de les teories de la deducció, però s'enfronta als seus propis problemes. La postura de Hume fa de les matemàtiques uns invents conceptuals la justificació dels quals està en la seva utilitat per a calcular sobre el món.
No obstant això, hi ha una doctrina més antiga que prové de Plató (segle v aC). Plató mantenia que el nostre món físic, conegut pels sentits, era una còpia imperfecta d'un altre món d'on procedeix l'ànima humana i els models de les coses del món físic, als quals denomina idees o formes (compte: no s'ha de confondre «idea» en el sentit de Plató, amb el sentit mental d'«idea», que és l'ús de Hume. La nostra ànima porta amb si el coneixement de les idees que són oblidades en el naixement, per la qual cosa conèixer és recordar aquest coneixement que, encara que oblidat, roman en la nostra ànima. Simplificant, la doctrina de Plató és que conèixer en matemàtiques és conèixer cert tipus d'idees, per exemple els nombres o les idees que es representen mitjançant figures (de triangle, cercle, etc.). Les matemàtiques serveixen per a conèixer el món físic en la mesura que aquest és una còpia de les idees o formes.
Podem veure la motivació de les tesis platòniques en la geometria. Un cercle, per exemple, es defineix en geometria com una figura plana formada per punts que equidisten d'un de donat. Però ningú ha vist en realitat aquesta figura ni es podrà veure mai. La forma circular exacta dels geòmetres no es troba entre els objectes sensibles. El que veiem amb freqüència són figures -un plat, una roda, la lluna plena-, objectes materials que també anomenem cercles i que resulten ser, en la forma, aproximacions al cercle definit en geometria, però no aquest cercle mateix. Plató extreu, llavors, la conclusió que la forma de cercle ha d'existir, no en el món físic, sinó en el món de les formes.
Hi ha hagut altres versions de platonisme. La versió dels filòsofs pertanyents al racionalisme modern clàssic (s. XVII) és tributària d'un platonisme cristianitzat. Un exemple de racionalista clàssic és el ja esmentat R. Descartes. Per a Descartes, com per als racionalistes clàssics en general, el món de les idees s'imagina com la ment de Déu i la nostra ànima és creada per aquest amb certes idees innates (aquí «idea» també té un sentit mental) que nosaltres podem trobar a la nostra ment amb el degut entrenament. Si tornem a l'exemple donat sobre els conjunts, un racionalista diria que la idea de conjunt és una idea innata, posada per Déu, i que el que fem és analitzar-la per obtenir els axiomes i d'aquí deduir teoremes.
Com a característica general, el platonisme en matemàtiques, també anomenat realisme matemàtic, afirma bàsicament dues coses: primera, que les matemàtiques són independents de la ment humana, per la qual cosa els éssers humans no inventen les matemàtiques, sinó que les descobreixen; segona, que aquest descobriment no es fa mitjançant l'experiència sensible del món físic, sinó mitjançant una altra forma de contacte amb els ens matemàtics.
Respecte a això últim, ja hem vist els casos de Plató i el racionalisme clàssic. Al segle xx, un platònic important ha estat Kurt Gödel (1906-1978). Gödel creia en una realitat matemàtica objectiva, que podia ser percebuda d'una manera anàloga a la percepció sensorial però diferent d'aquesta.
El platonisme introdueix una manera diferent de conèixer davant de la qual proporciona la nostra percepció. Aquest tipus de coneixement ha rebut el nom de coneixement a priori. Quan el coneixement de la veritat d'una proposició pot obtenir-se independent de l'experiència sensible del món físic, es diu que la seva veritat és coneguda a priori; en cas contrari, la veritat de la proposició es coneix a posteriori (per abreujar, es parla de proposicions a priori i proposicions a posteriori).
Per al platònic, les matemàtiques són conegudes a priori. No sols els teoremes es dedueixen d'axiomes, sinó que els mateixos axiomes no procedeixen de l'experiència sinó, en el cas de Plató, del record del món de les formes; en el cas dels racionalistes clàssics, de l'anàlisi d'idees innates posades per Déu en la nostra ment, i en el cas de Gödel per una mena d'intuïció que ens posa en connexió amb els ens matemàtics.
En canvi, els autors empiristes neguen que hi hagi un món objectiu diferent del que proporciona l'experiència sensible. Així, Hume, que es va enfrontar al racionalisme negant les idees innates. Per tant, per l'empirisme, l'única font de coneixement objectiu és l'experiència. Per a aquests filòsofs, les matemàtiques són un instrument per a tractar amb el món de l'experiència; així, per a Hume, les idees matemàtiques es prenen en part de l'experiència i, també, com ja s'ha assenyalat abans, de l'activitat de la ment. Però, per a Hume, també les veritats matemàtiques són a priori (en la terminologia de Hume, relacions d'idees), perquè les veritats matemàtiques es formulen sobre objectes mentals, les idees complexes, que no estan en el món físic. És a dir, per a Hume, les veritats de les matemàtiques són a priori perquè per a saber la seva veritat no cal l'experiència sensible. Fins aquí, Plató i Hume coincideixen. Però, per a Hume, a diferència de Plató, els objectes matemàtics són invencions més o menys útils (ni són innats, ni hi entrem en contacte d'alguna manera no sensible). I això té l'efecte que Hume és nominalista, mentre que Plató és un realista dels universals. Vegem què vol dir això.

## La universalitat de les matemàtiques. Realisme i nominalisme dels universals
Establir regularitats sempre s'ha considerat un coneixement desitjable del món perquè ens permet saber a què atenir-nos, preveure com es comporten les coses. Exemples de regularitats són: 
1. A la nit li segueix el dia, 2. Els objectes sòlids no travessen parets si no les trenquen, 3. Joan fuma; 4. Els ocells són aus que volen, 5. El teu gos mossega; 6. La velocitat mitjana d'un cos és l'espai recorregut dividit pel temps transcorregut, 7. El meu gat és afectuós; 8. La longitud de la hipotenusa d'un triangle rectangle és l'arrel quadrada de la suma dels quadrats dels catets (teorema de Pitàgores); 9. Pere i Sandra s'estimen; 10. El peix gran es menja el petit, 11. Aquesta taula de la dreta és major que aquesta altra de davant; 12. Aquest mur és alt; 13. El guix sense additius és blanc.
Les regularitats anteriors ens permeten saber que no he d'intentar sortir de l'habitació si no és per la porta, que val més no acostar-se al gos d'en tal, mentre que apropar-se al meu gat no ofereix perill; que si vaig agafar el cotxe a les tres i vaig arribar a les sis i vaig fer 300 km, la velocitat mitjana del meu cotxe va ser de 100 km/h, etc.
Les regularitats de la nostra llista podem dividir-les en dues classes. D'una banda, tenim les regularitats que es refereixen a coses concretes (3, 5, 7, 9, 11, 12), que tècnicament es denominen particulars: a una o diverses persones (Pere i Sandra, Joan), a animals (el meu gat, el teu gos) o coses (la taula de la dreta i la taula del davant, aquest mur, etc.); de l'altra, hi ha les regularitats que fan referència a tipus de coses (1, 2, 4, 6, 8, 10, 13). En el cas d'aquestes últimes, quan diem «Els ocells volen», no parlem d'aquest o aquell ocell, sinó de tots els ocells, de tot allò que és un ocell, i el mateix passa amb els dies i les nits, i els objectes sòlids i les parets. En parlar del guix pur, estem parlant de tots els trossos de guix pur. En el cas 10, no estem parlant d'un peix gran i un altre de petit, sinó dels peixos grans i petits en general. Les proposicions que formulen les regularitats sobre tipus de coses es denominen proposicions universals o generals, per la qual cosa podem parlar de regularitats generals. En el cas de les primeres, les regularitats que es refereixen a coses concretes, les proposicions que les formulen, es denominen singulars.
La ciència sol tenir interès en les proposicions generals o universals. Per descomptat que si hem de resoldre un problema ens interessa el problema concret. Per exemple, podem voler resoldre el problema de la mesura que ha de tenir un tauler de fusta, de manera que recolzant sobre un mur ens permeta pujar-hi empenyent un carretó. Però que la resolució siga ràpida i senzilla dependrà que qui ha de resoldre-la sàpiga una mica de geometria i sàpiga quina és la inclinació òptima per a poder empènyer un carretó costa amunt. I saber geometria implica conèixer certes veritats generals sobre rectes, cercles, triangles, etc., que aplicarem en el cas concret que ens interessa.
Considerem ara alguns exemples de les nostres regularitats entre tipus de coses, formulades en proposicions universals, al costat d'algunes formulacions alternatives que, segurament, considerarem que tenen un significat equivalent: 
2. Els objectes sòlids no travessen parets si no les trenquen, 2bis. Un objecte sòlid no travessa una paret si no la trenca 
4. Els ocells són aus que volen; 4bis. Un ocell és una au que vola 
10. El peix gran es menja el petit; 10bis. Els peixos grans es mengen els peixos petits 
13. El guix sense additius és blanc; 13bis. Els trossos de guix sense additius són blancs
Anem amb alguns exemples més: 
14. Un ocell és un animal; 14bis. Els ocells són animals 
15. Un solter no està casat, 15bis. Els solters no estan casats 
16. Ser germà d'algú és tenir el mateix pare i la mateixa mare; 16bis. Els germans tenen el mateix pare i la mateixa mare
17. El verd està acolorit; 17bis. Les superfícies verdes són acolorides
Tant els exemples 2-13 i 14-17, com les formulacions alternatives 2bis, 4bis, etc., podem interpretar-les fàcilment com que diuen, més o menys, el mateix. No obstant això, les interpretacions poden introduir dos matisos diferents. Considerem els exemples 4 i 4bis. Quan diem que els ocells són aus que volen o que un ocell és una au que vola, puc voler destacar que els individus que es classifiquen com a ocells cal incloure'ls en el conjunt d'aquells animals que s'anomenen aus però que tenen la peculiaritat de volar, davant d'altres aus que no volen, com per exemple, els pingüins o els estruços. No obstant això, també puc voler destacar quins són els trets que fan que alguna cosa sigui un ocell o que puguem aplicar-li el nom comú ocell. Pensem que (4bis) és la resposta correcta a la pregunta Què és un ocell? per a algú que parla en català (és a dir, que coneix la llengua; pensem en un anglès que fa la pregunta anterior: li podríem contestar «a bird"). Igualment, a la pregunta Què és el guix?, part de la resposta correcta és que és una espècie de pedra blanca.
Habitualment, quan fem preguntes del tipus Què és X? (Quan X és un cas de terme general) preguntem per la descripció o caracterització de les coses a les quals es pot aplicar el terme X. Però també podem dir que preguntem per la definició o significat del terme general X (nom comú, adjectiu o verb). Com és habitual referir-se al significat d'un terme general com a concepte, llavors la definició ens proporciona el concepte d'alguna cosa: el concepte de paret, de fumar, de solidesa, d'estimar, de gat, de velocitat, de taula, de mossegar, de nit, de quadrat, etc. No són conceptes Pere, Sandra i Joan, i tampoc ho són el meu gat, ni aquest mur, ni el teu gos o aquesta taula, són persones, animals o coses concrets, és a dir, particulars.
Però, llavors, es pot pensar que, en alguns dels exemples anteriors, formulem proposicions sobre un concepte determinat en cada cas. Per exemple, si volem explicar què és ser solter direm que és algú que no està casat o si el nostre nebodet, de curta edat i fill únic, ens pregunta què vol dir que en tal és germà d'en tal altre, li direm que en tal i en tal altre tenen els mateixos pare i mare.
Però, llavors, pot pensar-se que els termes generals signifiquen com els noms propis. Per a un platònic, algunes proposicions generals o universals parlen de les idees o formes. Les idees o formes són un tipus especial d'entitats, no sols perquè, com s'ha vist en la secció anterior, estan en un altre món, sinó perquè les idees o formes són generals o universals. En entrar en contacte amb les formes, entrem en contacte amb alguna cosa que és comuna a tot allò de què diem que té tal o tal forma, a tot allò a què es pot aplicar un terme general (un concepte). La forma d'un ocell (l'"ocellitat") és una cosa que comparteixen tots els ocells. Igualment, la triangularitat és una cosa que comparteixen tots els triangles. El nostre coneixement d'"ocellitat» o de triangularitat és universal, es diu respectivament de tots els ocells i de tots els triangles. Davant de les entitats particulars (per abreujar, els particulars), com aquesta injustícia o aquest triangle, hi ha les entitats universals (per abreujar, els universals), l'"ocellitat» o la triangularitat. En conseqüència, el platònic es compromet amb la tesi que els universals existeixen independentment dels termes generals del nostre llenguatge. Aquesta postura s'anomena realisme dels universals.
Si s'entén per concepte el significat d'un terme general, el realisme dels universals pot formular-se com la tesi segons la qual els universals existeixen independentment dels conceptes que tenim cada un en la nostra ment.
La postura contrària és la del nominalista. Un nominalista, com és el cas de Hume, nega que hi haja els universals independentment del nostre llenguatge.
I això té interessants conseqüències per a la filosofia de les matemàtiques. Recordeu el que s'ha dit abans sobre l'origen de les nostres idees matemàtiques per Hume. Els nostres sentits, segons Hume, donen lloc a les impressions que són copiades per les nostres idees, les quals són reorganitzades per la nostra activitat mental i donen lloc a idees complexes. Les matemàtiques formulen proposicions sobre aquestes idees complexes.
Però, per a Hume, les idees són sempre particulars. La meva idea de triangle o de cercle o de conjunt és sempre la idea d'aquest triangle, d'aquest cercle o d'aquest conjunt. La demostració matemàtica procedeix realment utilitzant una figura particular i, per tant, una idea particular, i no una idea general. Només mitjançant la generalització s'arriba a la validesa universal de la demostració realitzada. I aquesta generalització, segons Hume, s'aconsegueix mitjançant el llenguatge, mitjançant els termes generals. És a dir, el rellevant aquí és que, per a Hume, en operar geomètricament, no fem servir termes generals, conceptes o idees generals, sinó particulars. I és que Hume té una concepció visual de les idees, una idea és com un espectacle davant un espectador.
Inmanuel Kant (1724-1804) que, però, no era nominalista, es mostrarà d'acord amb Hume: els raonaments geomètrics (i els aritmètics, en la mesura que, fins al segle xix, el fonament de les matemàtiques té caràcter geomètric) es basen en la consideració de casos particulars que poden ser generalitzats (Shabel, 1997). La dificultat rau a donar compte d'aquesta generalització.

## Necessitat en matemàtiques. Proposicions analítiques i sintètiques
Fins ara, han sorgit com a mínim tres característiques fonamentals del saber matemàtic: la matemàtica és deductivoaxiomàtica, universal i a priori. Però, n'hi ha una altra característica rellevant. La major part dels filòsofs, com la major part de la gent, han considerat que les veritats matemàtiques tenen una manera de ser veritables que és peculiar d'alguna manera. Per exemple, posem uns bacteris en un portaobjectes, tres primer i després dos més. A continuació, expliquem tots els bacteris per comprovar si, en aquest cas, 3 i 2 sumen 5. Suposem que tenim sis bacteris: consideraríem això com una refutació de la proposició o, si més no, com una prova que la proposició no s'aplica als bacteris? És clar que no. Pensarem o que ens hem equivocat o que els bacteris s'han reproduït.
Per què les matemàtiques tenen aquest estatut especial? No és una bona resposta dir que no podem imaginar un univers en el qual un teorema matemàtic és fals: probablement, hi ha moltes coses que no podem imaginar i que, no obstant això, poden ser d'una altra manera. Per donar compte d'aquesta peculiaritat de les matemàtiques, es recorre al concepte de necessitat. En aquesta secció, s'explicarà primer el concepte de necessitat i els seus tipus, per després introduir la distinció entre proposicions analítiques i sintètiques; finalment, veurem quin tipus de necessitat han atribuït els filòsofs a les matemàtiques i amb quin tipus de proposicions, analítiques o sintètiques, han estat identificades les proposicions matemàtiques.
Ja s'ha dit que les regularitats generals són importants per al coneixement. Però, la ciència i la filosofia es fixen en un tipus concret de regularitats generals: les regularitats necessàries. El sorgiment de la filosofia i la ciència està lligat a l'eliminació dels déus, esperits i entitats semblants com a origen dels fenòmens naturals i socials. Aquests, en mans dels déus, són capritxosos. Desapareguda la creença en aquells i sota la necessitat de la natura, aquests fenòmens estan subjectes a regularitats generals necessàries i es formulen mitjançant proposicions necessàriament vertaderes (proposicions necessàries, per abreujar).
Són exemples de regularitats necessàries de la natura:
19. Tots els metalls es dilaten en escalfar-se; 20. Tots els cossos carregats elèctricament amb càrregues del mateix signe es repel·leixen amb una força proporcional al producte de les seves càrregues; 21. Ningú no pot aixecar-se estirant-se els cordons de les sabates; 22. Totes les esferes d'urani tenen menys de 1m de radi.
Aquestes regularitats necessàries de la natura es denominen regularitats nòmiques o, també, lleis de la natura. Igualment, es diu que les lleis de la natura són nòmicament necessàries. Aquí, la paraula necessari significa que 'no pot ser canviat', que sempre és així i no pot ser d'altra manera, que no hi ha alternatives, no hi ha altres possibilitats. Observem el nostre exemple (22): «Totes les esferes d'urani tenen menys de 1m de radi". No pot ser d'altra manera, mai no podrà haver-hi una esfera d'urani de més d'un metre de radi; és una cosa permanent. Perquè quan s'acumula certa quantitat d'urani es produeix una reacció nuclear. Per això, des d'un punt de vista lògic, «és necessari que p» es defineix com «no és possible que no p», és a dir, p no pot no ser vertader. Per tant, una proposició és nòmicament necessària quan i només quan la seva negació implica una contradicció; evidentment, suposant que les lleis naturals que creiem conèixer ho són.
D'altra banda, necessari s'oposa a contingent. A diferència del que és necessari, que no té alternatives, el contingent és allò que pot o no passar. Són els casos de regularitats accidentals o accidents. Per exemple, són regularitats accidentals: 
23. Totes les esferes d'or tenen menys de 1m de radi; 24. Tots els bípedes implumes són humans; 25. Tots els corbs són negres; 26. Sempre que vaig a veure el Llevant UD, perd.
Aquesta distinció que fem entre lleis científiques i accidents és molt evident en el cas de les esferes d'or i urani, exemples (22) i (23). El fet que no existeixi una esfera d'or de 1m és una cosa accidental: si tinguéssim el temps, diners i paciència per a reunir tot aquest or, bé podria passar que es construís aquesta esfera. Però, això no podria passar amb l'esfera d'urani, perquè les lleis naturals ho impedeixen: quan es reuneix una certa quantitat d'urani, aquest comença una reacció nuclear. Per tant, hi ha en les regularitats nòmiques alguna cosa que no hi ha en les regularitats accidentals. Això és el que intenta recollir el concepte de necessitat. Així, en l'exemple (25), tenim que els corbs són negres, però podem pintar un blanc. Per això, «és contingent que p» (p representa una proposició) es defineix com «ni és necessari que no p ni cal que p"; és a dir, pot passar tant que p com que no p.
Els conceptes necessari o contingent es denominen conceptes modals, ja que es refereixen a la manera de ser veritables les proposicions. Així, quan una proposició és necessària, té una «força» especial en la seva veritat de la qual manca la proposició contingent.
Els conceptes modals, necessitat i contingència, han estat introduïts atenent a la necessitat que molts filòsofs suposen que existeixen en el món físic. Però, també hi ha altres nocions de la necessitat. Pel que aquí ens interessa, convé tractar la necessitat conceptual.
Com s'ha assenyalat en la secció anterior, algunes proposicions, es pot considerar que parlen de conceptes. Habitualment, quan fem preguntes del tipus: Què és X? preguntem per la descripció o caracterització de les coses a les quals es pot aplicar el terme X. Però, també podem dir que preguntem per la definició o significat del terme general X (nom comú, adjectiu o verb). Com és habitual referir-se al significat d'un terme general com un concepte; llavors, la definició ens proporciona el concepte d'alguna cosa.
Però, recordem que, llavors, es pot pensar que algunes proposicions universals estan establint regularitats sobre un concepte determinat. Per exemple, si volem explicar què és un solter, direm que és algú que no està casat, o si el nostre nebodet, de curta edat ell i fill únic, ens pregunta què vol dir que en tal és germà d'en tal altre, li direm que en tal i en tal altre tenen els mateixos pare i mare.
Això permet introduir la diferència de proposicions segons la seva estructura semàntica. Segons la seva estructura semàntica, les proposicions, les podem classificar en analítiques i sintètiques. Una proposició analítica és la que formula el contingut d'un concepte. Recordem que anomenem concepte el significat d'un terme general. Per tant, una proposició analítica diu alguna cosa sobre el significat d'un terme general. Les sintètiques serien les altres.
Exemples de proposicions analítiques són 4 i 14 a 17. En general, valdrien totes les definicions. Són proposicions sintètiques 2, 10 i 13, així com 1, 3, 5, 6, 7, 9, 11, 12 i 13 (observeu que els exemples de proposicions sintètiques abasten tant proposicions universals com singulars).
Una proposició analítica és necessàriament vertadera: si la neguem, la proposició resultant implicarà una contradicció. Per a això, com va assenyalar Quine (W. v. O. Quine, 1908-2000), cal donar per suposada la manera com hem après l'articulació dels nostres conceptes (incloent-hi els nostres conceptes lògics). Per exemple, no podem dir que un solter està casat perquè això és contradictori amb la definició de solter que donem per assentada: home no casat.
Per tant, hem vist dos tipus de necessitat: la necessitat física, pròpia de les lleis de la natura segons certs filòsofs i la necessitat conceptual, pròpia de les proposicions analítiques.
El neopositivisme (s. XX) va mantenir que les veritats matemàtiques són proposicions analítiques. Com a antecedent històric acudien a Hume. Segons aquesta posició, les matemàtiques consisteixen en la investigació sobre el contingut de certs conceptes que nosaltres inventem. Els neopositivistes s'obliden del caràcter individual i mental de les idees complexes i se centren en l'aspecte universal del coneixement matemàtic que Hume comparteix amb la majoria dels autors.
Habitualment, la posició segons la qual les proposicions matemàtiques són sobre objectes inventats per nosaltres (com les idees de Hume) o sobre conceptes i, per tant, les veritats matemàtiques s'expressen mitjançant proposicions analítiques, sol trobar l'objecció següent: si les matemàtiques ens parlen d'alguna cosa produïda per la nostra ment, per què serveixen per a fer càlculs sobre el món físic? 
El mateix Hume fa d'aquesta dificultat un argument en insistir en el Tractat sobre la naturalesa humana en el fet que la matemàtica, per exemple la geometria, no és ciència exacta (Tractat, llibre I, part II, secció IV, especialment SB 39 i ss). La manera habitual d'entendre això és que Hume s'està referint a l'aplicació de la matemàtica. Quan apliquem la matemàtica, hem de controlar els resultats que obtenim per saber si podem refiar-nos-en. Que de la geometria se segueixen determinades conclusions o se suposen certes coses, per exemple els punts sense dimensions o els plans sense gruix o la infinita divisió d'una recta, no vol dir que el món de la nostra experiència s'atinga a aquests conclusions o supòsits sense més. Caldrà comprovar-ho i determinar en quina mesura això és així. Per això, Hume rebutja la infinita divisibilitat de la matèria pel sol fet que se segueix com a conclusió dels supòsits de la geometria en ser aplicada al món físic.
La resposta habitual a la pregunta de per què serveixen els productes de l'activitat humana (conceptes, idees) per a fer càlculs sobre el món físic és que els conceptes matemàtics parteixen de l'experiència, encara que no són exactament com és aquesta. Així, sol interpretar Hume, els conceptes matemàtics són producte d'un procés d'idealització del que l'experiència ens proporciona, un procés productiu, literalment, de la imaginació i una generalització. En certes condicions, aquests conceptes són un reflex encertat de la realitat, de manera que les conclusions a les quals arribem mitjançant aquests ens serviran per al món de l'experiència.
En resum, s'ha considerat la necessitat física, pròpia de les lleis de la natura, i la necessitat conceptual. Una posició possible respecte a la necessitat de les proposicions matemàtiques, és a dir, que és la mateixa que les de les lleis de la natura perquè els únics ens que hi ha són els ens de la natura. La necessitat de les proposicions sobre aquests ens matemàtics, la necessitat de les proposicions matemàtiques és la necessitat del món físic. Seria una forma d'empirisme matemàtic extrem que es pot observar en J. S. Mill. Però la major part dels filòsofs neguen aquesta possibilitat.
Una altra opció és afirmar que la realitat no s'esgota en el món físic. Plató pensava que hi havia un món intel·ligible que allotjava els ens matemàtics que són diferents dels ens del món físic. Aquest món també estaria dotat d'una estructura que faria que poguéssim fer proposicions necessàries sobre aquest. De nou, les proposicions matemàtiques serien necessàries.
L'opció de Hume és mantenir que els éssers humans construïm idees complexes. Els ens matemàtics són cert tipus d'aquestes idees complexes. Per tant, els ens matemàtics són invents nostres. La universalitat de les proposicions matemàtiques s'aconsegueix mitjançant la generalització que permet el llenguatge. I una interpretació possible, feta pels neopositivistes, és que llavors les proposicions matemàtiques són necessàries perquè són analítiques i, en conseqüència, la seva necessitat és conceptual.

## La filosofia de les matemàtiques de Kant
Anteriorment, ja s'han traçat dues parelles de conceptes que són fonamentals per a situar el coneixement matemàtic: analític - sintètic, a priori - a posteriori. Des del punt de vista de Hume, si fem cas a la interpretació neopositivista, ambdues parelles venen a coincidir. No hi ha proposicions a priori que no siguin proposicions analítiques. Les proposicions sintètiques són a posteriori.
No obstant això, aquesta postura té una dificultat. Recordem l'estructura deductiva de les matemàtiques: els teoremes es dedueixen dels axiomes. Tot argument deductiu té la peculiaritat que si les premisses són vertaderes la veritat de la conclusió està garantida. La pregunta, llavors, és què es pot dir de la veritat dels axiomes. Si pensem com Hume, els axiomes s'obtindran a partir de les idees que després seran generalitzades mitjançant termes generals. Però, cal recordar que les idees, encara que són obtingudes a partir de l'experiència, pateixen una transformació deguda a la imaginació. I llavors, res garanteix la seva objectivitat, perquè és clar que si les idees no són fidels còpies de la realitat, llavors les conclusions que traiem a partir d'aquestes tampoc ho seran.
Es pot veure en I. Kant (1724-1804) un intent d'aprendre de les lliçons de Hume, però amb la garantia d'objectivitat que pretenia el racionalisme clàssic. I Kant creu que troba aquesta objectivitat, d'una banda, en les relacions espacials i temporals entre les coses i, de l'altra, en el que ell anomena categories. Aquestes relacions espacials i temporals, així com les categories són, per a Kant, una característica estructural del ment humana. Si haguéssim de jutjar a Kant en termes dels racionalistes moderns, podríem dir que aquestes relacions i categories són innates.
La filosofia de la matemàtica de Kant elabora, des del punt de vista epistemològic, la pràctica matemàtica de la seva època encara basada en la geometria d'Euclides. L'obra en què es pot trobar el fonamental de la filosofia de la matemàtica de Kant és la seva Crítica de la raó pura, que a més de ser també la seva obra més important és un dels cims de la filosofia occidental moderna.
En aquesta obra, en la part «Estètica transcendental», Kant anomena intuïció la captació d'éssers o objectes individuals: particulars o individus. Per a Kant, els éssers humans només poden entrar en contacte amb individus mitjançant la sensibibilitat. Per tant, totes les nostres intuïcions són sensibles, pertanyen a l'experiència sensible, totes són intuïcions empíriques. Per exemple, veure aquest arbre, sentir la campana de l'església propera, veure aquest capoll de rosa, etc.
Però, per a Kant, tota intuïció té dues parts: la forma de la intuïció i la matèria de la intuïció. La forma de la intuïció la constitueix l'espai i el temps. L'espai és el marc en el qual situem els particulars que intuïm i alhora el conjunt de les relacions espacials que guarden entre si. Amb el temps passa una cosa semblant; en aquest situem els esdeveniments. Kant assenyala que només podem representar-nos el temps espacialment, per la qual cosa el que diem de l'espai es pot estendre al temps.
Convé precisar que l'espai i el temps ni són meres relacions, ni són coses independents. Es pot parlar de relacions espacials i temporals, però l'espai i el temps no es redueixen a aquestes perquè constitueixen dues totalitats: hi ha un sol espai i hi ha un sol temps. Però l'espai i el temps no poden presentar-se com dues coses independents al costat dels altres ens físics. L'espai i el temps apareixen amb les coses físiques, amb els particulars, i aquests sempre apareixen en l'espai i el temps.
Les relacions espaciotemporals constitueixen l'únic objectiu de cada intuïció. Si volem dir alguna cosa objectiva d'un fet de l'experiència concret, només podem parlar de les relacions que les coses mantenen en l'espai i el temps. Així, les relacions de posició, distància, grandària, el transcurs del temps, la velocitat (distància recorreguda dividida pel temps transcorregut), etc., sí que són objectives. En canvi, formen part de la matèria tots els aspectes de la intuïció que no tenen un caràcter espacial o temporal: els colors, les olors o els gustos; la matèria no pot ser objectiva. Per exemple, observem un capoll de rosa vermella bressolat suaument per la brisa. La longitud de la tija, la velocitat de l'oscil·lació, la mida del capoll són relacions concretes objectives del fet. El matís del color o l'aroma no ho són.
Per a Kant, tota intuïció té la seva forma, i la forma d'una intuïció no pot no estar, i totes les intuïcions tenen la seva forma. En termes que ja coneixem: la forma de cada intuïció és necessària i universal. Com la forma de cada intuïció està constituïda pel conjunt de relacions d'espai i temps que té la intuïció, llavors les relacions espaciotemporals de les intuïcions són necessàries i universals (no poden no estar i estar en totes les intuïcions), la qual cosa per a Kant és un criteri infal·lible que aquestes relacions espaciotemporals d'una intuïció són conegudes a priori, és a dir, independentment de l'experiència.
És més, per a Kant, les relacions espacials i temporals no tenen el seu origen en l'experiència, no tenen res d'empíric, procedeixen exclusivament de la nostra ment: són, en terminologia kantiana, intuïcions pures (que no són un tipus d'intuïcions diferents de les intuïcions empíriques, sinó només la forma que té Kant de parlar de la forma d'una intuïció que és sempre empírica). Per tant, la nostra captació de les relacions d'espai i temps són intuïcions a priori i a més pures, sense res d'empíric. I l'objecte de les matemàtiques consisteix en tals intuïcions pures a priori: l'espai i el temps.
Però, segons Kant, no hi ha coneixement si les intuïcions no estan conceptualitzades. Només hi haurà coneixement matemàtic quan hi hagi conceptes matemàtics (recordem, un concepte és universal, la intuïció particular). Els conceptes, en Kant, són producte de l'activitat espontània del nostre enteniment. Però, al seu torn, els conceptes, si volen tenir caràcter objectiu, si han de servir per a conèixer, han de tindre instàncies en intuïcions (aquesta és la funció de l'esquematisme, segons Kant). En el cas de les matemàtiques, en la part formal de la intuïció, en la intuïció pura.
Tenim així intuïcions, que són sempre empíriques (encara que una part n'és pura), i conceptes que poden ser conceptes purs; aquí, els propis de les matemàtiques (veurem que hi ha un altre tipus de conceptes purs) i uns conceptes empírics, que seran els altres.
Kant també entén que les matemàtiques es formulen axiomàticament, de manera que els teoremes es deduiran dels axiomes. I aquests són proposicions sintètiques a priori (Kant parla de judici i no de proposició; seguirem aquest ús en endavant).
Per entendre el que això vol dir, és important destacar que Kant desfà la identificació que es podria seguir de la postura de Hume (interpretada a la manera del neopositivisme) entre analític i a priori, d'una banda i, de l'altra, entre a posteriori i sintètic. Recordeu que la distinció a priori - a posteriori és una distinció que parla de l'origen del nostre coneixement, si prové o no de l'experiència.
Per la seva banda, la distinció entre analític i sintètic és una distinció semàntica que situa la veritat d'una proposició, respectivament, en l'articulació dels nostres conceptes o no. Recordem que Hume només admetia dos tipus de coneixements: relacions d'idees i qüestions de fet. Les relacions d'idees són a priori, és a dir, es coneixen independentment de l'experiència sensible; en concret, es coneixen analitzant les relacions que hi ha entre les idees. Així, les relacions d'idees de Hume es formularan en judicis a priori i analítics. Hume, a més, pensa que un judici a priori només pot ser analític, de manera que, per a ell, s'identifiquen els judicis que són analítics i els que són a priori: un judici analític serà a priori i si és a priori serà analític. Dit d'una altra manera: les úniques veritats a priori que hi ha són les veritats conceptuals que es formulen mitjançant els judicis analítics. Per la seva banda, les qüestions de fet es coneixen a posteriori, mitjançant l'experiència sensible. Com no poden ser judicis analítics, seran sintètics. Per tant, les qüestions de fet es formulen en judicis sintètics a posteriori.
Però, Kant hi afegeix un tercer tipus de judici: els judicis sintètics a priori. En altres paraules, per a Kant, un judici a priori no ha de ser analític sempre sinó que també pot ser sintètic. I, en conseqüència, Kant distingeix entre judicis analítics (sempre a priori) i judicis sintètics que poden ser a priori i a posteriori. Dit d'una altra manera, Kant nega que només hi haja necessitat a priori de tipus conceptual. Per tant, segons Kant, hi ha judicis a priori que no parlen de conceptes sinó de particulars, i com els particulars només es donen en l'experiència, Kant està dient que sabem a priori veritats sobre el món: són els judicis sintètics a priori.
En Kant, un judici sintètic sempre necessita una intuïció, és a dir, un ens particular. Tota intuïció té dues parts: matèria i forma. El que hagi de dir sobre la matèria es formularà mitjançant un judici sintètic a posteriori. Però, tota intuïció té també una part pura, la seva forma, que és necessària i universal i, per tant, segons la doctrina de Kant, a priori. Quan ens limitem a fer judicis sobre la part pura d'una intuïció, fem judicis matemàtics i aquests són sintètics a priori. Un judici sintètic a priori vertader ens diu una veritat sobre el món.
Finalment, pot semblar òbvia l'explicació de Kant de l'aplicació de les matemàtiques per al coneixement científic. En la mesura que tota intuïció té una forma i aquesta forma és l'espai i el temps, els quals són estudiats per la geometria, és clar per què podem aplicar la geometria a la realitat. Però, per a Kant, el coneixement neix de la combinació d'intuïcions i conceptes. Per garantir que els nostres conceptes aplicats a la intuïció són els correctes, Kant introdueix certs conceptes purs i certs judicis sintètics a priori. Simplificant, en la part anomenada «Analítica transcendental» de la Crítica de la raó pura, Kant argumenta que en el nostre enteniment tenim coneixements que garanteixen que les nostres intuïcions es poden mesurar (són magnituds en el sentit de la física). Es tracta de conceptes purs i judicis sintètics a priori. Kant anomena aquests conceptes categories de la quantitat i categories de la qualitat, i els judicis sintètics a priori axiomes de la intuïció i anticipacions de la percepció. Aquests judicis sintètics a priori ens diuen alguna cosa sobre el món: que té magnituds, que es pot mesurar.

## La filosofia de les matemàtiques després de Kant
Com assenyala Dummett, malgrat la seva importància, al segle xix, la major part dels matemàtics es van moure en una direcció que xocava amb la de Kant. El segle xix va veure un important esforç per part dels matemàtics per introduir rigor en l'anàlisi, és a dir, la teoria dels nombres reals, racionals com 1/3 o irracionals com l'arrel de 2 o pi. Això era necessari a causa de les antinòmies generades pels intents del segle anterior per a fonamentar el càlcul en la noció d'infinitèsims (nombres infinitament petits diferents de 0). Un motiu gairebé igualment fort va ser fer l'analisi independent de nocions geomètriques, que eren les que servien de base a la major part de les matemàtiques des dels grecs. El model de coneixement matemàtic continuava sent el dels Elements d'Euclides. Normalment, aquest intent d'alliberar de nocions geomètriques es descrivia com alliberar l'anàlisi del recurs a la intuïció, perquè Kant, com s'ha vist, denominava intuïció pura la captació de les relacions d'espai i temps, que eren la base de les matemàtiques.
Segons Dummett, el primer a emprendre la tasca d'alliberar l'anàlisi de la intuïció va ser el matemàtic i filòsof txec Bernard Bolzano (1781-1848). Com a filòsof, va ser una excepció per la poca influència que Kant va exercir sobre ell. Com a matemàtic, estava determinat a eliminar la intuïció de l'anàlisi, i a provar dels axiomes tot el que pogués ser provat, no importava com d'obvi pogués semblar quan es pensava en termes geomètrics. Una raó per a això va ser que el que sembla obvi intuïtivament pot no ser vertader. Si pensem en una funció contínua en un interval (incloent-hi els punts extrems) representada per una corba en un paper, sembla intuïtivament obvi que, en l'interval donat, qualsevol corba ha de tenir un pendent, excepte en un nom finit de punts; quan, per exemple, la corba està feta de dos segments de línia recta en angle diferent, no hi ha pendent en el punt en què es troben les dues línies. No obstant això, Bolzano va obtenir el primer exemple (encara que no ho va publicar) d'una funció contínua en un interval, però que no era diferenciable en cap punt de l'interval. Expressat geomètricament, això estaria representat per una corba contínua que no tingués pendent en cap lloc; naturalment, no es pot dibuixar, excepte una successió d'aproximacions a aquesta. No obstant això, fins i tot quan el que sembla obvi és de fet vertader, en opinió de Bolzano, continua sent necessari deduir i fer-ho sense invocar idees alienes d'espai o temps: les matemàtiques estan interessades no sols a establir veritats sinó a determinar quines veritats reposen sobre d'altres. Així, és obvi «per a la intuïció» que, si una corba contínua al principi d'un interval està sota l'eix X i al final de l'interval sobre l'eix X, ha de creuar l'eix X en algun punt de l'interval. En termes purament aritmètics, això es converteix en el teorema del valor intermedi, amb la conseqüència que si una funció contínua té un valor negatiu al principi de l'interval i un valor positiu al final de l'interval, ha de tenir el valor 0 en algun lloc de l'interval. El 1817, Bolzano publicà un intent de prova d'aquest teorema, el qual, encara que no sense errors, va contribuir notablement al programa d'alliberar l'anàlisi de la seva dependència de la intuïció espacial.
Per obtenir el desitjat rigor en la teoria dels nombres reals, coneixem ja el mètode fonamental en les matemàtiques: l'axiomatització. En el cas que ens ocupa, consistiria a aïllar els trets fonamentals dels nombres reals, en els quals es poden fer descansar totes les deduccions conegudes dels teoremes sobre aquests. Aquests trets fonamentals poden, llavors, ser suposats com a axiomes i tot el que es vulga provar sobre els nombres reals està obligat a ser deduït d'aquests.
Però, si volem no suposar l'existència d'entitats que satisfacin els axiomes, cal construir els nombres reals. Igual que passa amb el procés d'axiomatització, la construcció també és present en Els elements d'Euclides. En aquesta obra, moltes de les demostracions es formulen com a problemes que plantegen construir amb regle i compàs figures geomètriques. Aquest és l'origen d'aquesta expressió i el sentit que té en l'obra de Kant.
Així, doncs, en termes actuals, l'axiomatització ens mostra quins trets ha de tenir un sistema d'entitats per a qualificar-se com a sistema de nombres reals i, d'altra banda, dur a terme la construcció garanteix que no necessitem suposar l'existència d'un sistema que satisfaci els axiomes, sinó que proporcionem aquestes entitats a partir d'altres de les quals ja disposem.
Com es tracta d'un concepte que apareixerà més endavant, cal il·lustrar el concepte de construcció en sentit modern. Se seguirà aquí Dummett com explica la construcció dels nombres reals del matemàtic Richard Dedekind (1831-1916). Dedekind suposa que poden prendre's els nombres racionals, que abasten els enters i fraccions d'enters tals com 3/8, com a donats. La construcció dels nombres reals comença amb la idea que un nombre irracional (l'expressió decimal del qual té infinites xifres, per exemple, arrel quadrada de 2) té una posició determinada respecte als racionals: tot nombre racional és o més petit o més gran que un nombre irracional. Considera, llavors, un «tall» en els racionals. Un tall és una partició de tots els racionals en dues classes, una d'inferior i una altra de superior; com que cap classe és buida, tot racional pertany a una i només una de les classes; un nombre racional més petit que un element donat de la classe inferior també pertany a la classe inferior, i un més gran que un donat de la classe superior també pertany a la classe superior. Un d'aquests talls és el que divideix els racionals en tots els que són menors o iguals que 8/5 (la classe inferior) i tots els més grans que 8/5 (la classe superior). Una altra és la que divideix en aquells l'arrel quadrada menor que 2 (la classe inferior) i aquells l'arrel quadrada dels quals és major que 2 (la classe superior): cap n'està fora, ja que no hi ha cap nombre racional que sigui l'arrel quadrada de 2. És evident que un tall ha de ser d'aquests tres tipus: (1) la classe inferior té un element que és el major, però la superior no té un element que siga el menor (el nostre primer exemple -8/5- era d'aquest tipus); (2) la classe superior té un element que és el menor, però la classe inferior no té un element que siga el més gran; (3) la classe inferior no té un element que siga el més gran, i la classe superior no té un element que siga el menor (el segon exemple -arrel quadrada de 2- era un cas d'aquest tipus). Els nombres reals poden identificar-se amb les classes superiors dels talls que no tenen un element menor en la classe superior (els tipus 1 i 3). En uns casos, com l'exemple de 8/5 (tall tipus 1), coincideixen amb els nombres racionals; en altres casos, com en l'exemple de l'arrel quadrada de 2 (tall tipus 3), coincideix amb un nombre irracional. Amb els nombres racionals i irracionals, tenim el conjunt complet dels nombres reals.

## El formalisme
Tot i el que s'ha dit en la secció anterior, la influència de Kant no va desaparèixer. El formalisme és una posició en filosofia de les matemàtiques que continua sent fidel a Kant en essència, encara que recull les pretensions de l'eliminació de la intuïció pura en el sentit d'intuïció geomètrica. El seu autor més important és David Hilbert. Un formalista hilbertià considera que el llenguatge, en concret el llenguatge matemàtic, pot reduir-se a operar espaciotemporalment amb signes. I treu com a conseqüència que els nostres conceptes matemàtics poden ser expressats, com pensava Kant, en operacions sobre les relacions d'espai i temps. Tanmateix, quan Kant deia això, pensava bàsicament en la geometria (construir figures i sòlids geomètrics). Quan els formalistes parlen d'operacions sobre les relacions d'espai i temps, pensen en els sistemes formals.
Un sistema formal (Koerner, 1968, «formalisme") és una teoria axiomatitzada en què s'ha substituït el llenguatge natural per un conjunt de signes que obeeixen a regles que es redueixen a operar sobre relacions espaitemps amb els signes. Per exemple, formar oracions és construir una filera de signes amb un ordre donat. Per il·lustrar-ho, podem recórrer al sistema formal del mateix Hilbert per a l'aritmètica. Recordem aquí els axiomes de l'aritmètica, és a dir, la definició del concepte de nombre natural:
1. 0 és un nombre natural
2. Si x és un nombre natural, el successor de x és un nombre natural
3. El 0 no és successor de cap nombre natural
4. Per a tot x i y, si els seus successors són iguals, llavors x i y són iguals
5. Donada una propietat, si 0 té aquesta propietat i si per a un nombre natural qualsevol la té, aquest i el seu successor, llavors tot nombre natural té la propietat.

Segons Hilbert, la matèria d'estudi de la teoria elemental dels nombres és el conjunt dels signes «I», «II», «III», «IIII», «IIIII», etc., més el procés de produir aquests signes començant amb «I» i afegint cada vegada un altre traç després de l'últim traç del signe anterior. El signe inicial «I» i la regla de producció proporcionen junts els objectes de la teoria. S'utilitzen lletres minúscules per a designar xifres no especificades. Per a les operacions, hi ha dos signes. El signe «=», que indica que dues xifres poden substituir-se mútuament, i el signe «<», que indica que la xifra de l'esquerra està continguda en la de la dreta. Amb aquests signes, poden definir (introduint-hi els signes corresponents) l'addició, la subtracció, la multiplicació i la divisió, i es poden expressar les seves lleis.
Per la seva banda, l'axioma 5, denominat principi d'inducció matemàtica, es formalitza així: a) «I» té certa propietat, b) si quan qualsevol expressió-traç té la propietat, llavors la té la següent (la formada afegint un «I» a la inicial); llavors, es veurà que la propietat la té qualsevol expressió-traç que pot produir-se. Aquí, el verb «veure» no és gratuït. Se suposa que totes les operacions descrites es redueixen a operacions en l'espai i el temps.
Així, d'una banda, el formalisme és hereu de Kant. D'altra banda, el formalisme és una forma de nominalisme. Per al formalisme, com per a qualsevol nominalisme, no existeixen els conceptes correctes o incorrectes. Els conceptes, ens els inventem nosaltres. Per tant, els conceptes matemàtics i les seves teories corresponents amb els seus axiomes són producte de la nostra imaginació. L'únic requisit és que no hi haja contradiccions en el concepte (expressat en el conjunt dels axiomes).
El formalisme té en contra els anomenats teoremes d'incompletesa de Gödel formulats per Kurt Gödel el 1931. Una conseqüència d'aquests teoremes és que és impossible presentar un sistema formal per a l'aritmètica que pugui demostrar o refutar qualsevol proposició definida en el sistema sense caure en una contradicció.

## Intuïcionisme
El concepte fonamental de l'intuïcionisme n'és un que ja hem anomenat: la construcció. Per a un intuïcionista (Koerner, 1968, «Intuïcionisme"), una construcció és una entitat mental i en cap cas es poden identificar amb entitats lingüístiques. Les construccions no són oracions del llenguatge natural ni d'un llenguatge o sistema formal, encara que s'hi puguin expressar.
Es tracta d'una entitat mental que tampoc, segons l'opinió dels intuïcionistes, té caràcter espacial. Aquí se separen de Kant. Kant pensava que els fenòmens mentals eren només temporals, no espacials, però pensava que la seva representació només podia ser espacial, com en el cas dels fenòmens físics. En sentit intuïcionista, la construcció té el sentit complementari a l'axiomatització que hem vist anteriorment, però amb peculiaritats que la restringeixen.
Com a il·lustració, podem considerar l'explicació intuïcionista del significat d'una operació lògica: aquesta no es fa especificant les condicions de veritat de les oracions complexes en termes de les oracions que les constitueixen. Per contra, el que es fa és especificar, quan una construcció és una deducció d'una oració, el signe principal és l'operació en qüestió, suposant que se sap la deducció de les oracions que la constitueixen. Per exemple, una deducció d'una conjunció «A & B» és una cosa que dedueix A i també dedueix B. Una deducció de «A o B» és una cosa que o dedueix A o dedueix B. Una deducció de «no A» és una operació de la qual podem dir, aplicada a qualsevol deducció de A, que conduirà a una contradicció; per tant, garanteix que mai trobarem una deducció de A.
Des d'aquesta perspectiva, moltes veritats lògiques de la lògica clàssica continuen valent, però no totes. Per exemple, el principi de tercer exclòs «A o no A» no és vàlid. Pel que s'ha dit, per poder afirmar el principi de tercer exclòs en un cas concret s'ha de tenir una deducció de A o una deducció de no A. Però, com s'ha dit, també es pot donar el cas que ni tinguem una deducció de A ni tampoc una de no A. Podem, senzillament, no saber si existeix una deducció per a A o per a no A.
A causa d'aquesta posició, hi ha procediments de deducció que no són admissibles per a un intuïcionista, de manera que, en aquest cas, la matemàtica intuïcionista tracta de reconstruir les matemàtiques existents amb els seus procediments restringits. La majoria dels matemàtics no estan per la tasca i creuen que aquestes restriccions no estan justificades.
De tota manera, l'intuïcionisme manté una posició metafísica que mostra la seva filiació kantiana. Els matemàtics i lògics no intuïcionistes assenyalen que les afirmacions han de ser o vertaderes o falses, i això suposa que hi ha una realitat objectiva que d'alguna manera produeix aquesta veritat o falsedat. Una altra cosa és que nosaltres ho sapiguem o no; però, se suposa sempre que les afirmacions són o vertaderes o falses. L'intuïcionisme es nega a acceptar aquest supòsit metafísic d'una realitat que nosaltres no podem captar directament. L'intuïcionisme no pot acceptar com a vertader allò que no té una prova a favor per a nosaltres. No hi ha veritat independent del subjecte. Això és idealisme i l'idealisme intuïcionista és d'arrel kantiana.

## Situació actual
Al llarg d'aquest article, s'han presentat diverses posicions ontològiques i epistemològiques sobre les matemàtiques. Sense por a equivocar-se, es pot dir que la major part dels matemàtics són platònics, realistes matemàtics. Perquè la major part de les matemàtiques clàssiques han de suposar, per poder-se dur a terme, la concepció platònica. L'exemple més extrem n'és el de la teoria de conjunts.
No obstant això, com es pot suposar pel que s'ha dit sobre les diferents versions del platonisme, aquest s'enfronta a un problema epistemològic, a un problema sobre l'explicació de l'accés als ens matemàtics. Aquesta situació se sol denominar dilema de Benacerraf, ja que aquest autor va popularitzar el plantejament de la qüestió en aquests termes (Benacerraf, 1973). D'una banda, les matemàtiques necessiten ser ontològicament platòniques perquè altres concepcions tenen les seves pròpies dificultats, però el platonisme té una dificultat epistemològica fonamental: l'explicació de l'accés a les suposades entitats matemàtiques és encara més problemàtica.

### Citada
- Benacerraf, P. (1973), «Mathematical Truth» en Hart, W. D. (ed.): The Philosophy of Mathematics. Oxford: Oxford University Press, 1996.
- Descartes, R. (1641), Meditaciones metafísicas, Editorial Alfaguara, versió de Vidal Peña, 1977.
- Díez, J. A i Moulines, C. U. (1997), Fundamentos de Filosofía de la Ciencia, Editorial Ariel, 1999.
- Dummett, Michael. Grayling, Anthony C. (ed.). The Philosophy of Mathematics.  Oxford University Press, 1998 (Philosophy 2: Further Through The Subject).
- Hume, D. (1739), Tratado de la naturaleza humana, Editorial Tecnos, versió de Félix Duque (1977), 1988, (SB es refereix a l'edició Selby-Biggem).
- Kant, I. (1781), Crítica de la razón pura, versió de Pedro Ribas (1978), Editorial Alfaguara, 1983.
- Körner, S. (1968), Introducción a la filosofía de la matemática, Editorial Siglo XXI, 1968.
- Lorenzo, J. de (1992), Kant y la matemática. El uso constructivo de la razón pura, Editorial Tecnos, 1992.
- Maza Gómez, C. (2008), Matemáticas en la antigüedad.
- Shabel, L. (1997), Mathematics in Kant's Critical Philosophy. Reflections on Mathematical Practice, London: Routledge, 2003.
- Solís, C. i Sellés, M. (2005), Historia de la ciencia, Editorial Espasa, 2005.

### A nivell introductori
- Philip J. Davis; Reuben Hersh: Experiencia matemática (1985)
- Penrose, Roger: The Road to Reality (2005)
- Mir Sabaté, Ferran: La polémica intuicionismo-formalismo en los años 20. Principio de Tercio Excluso. Cuaderno de Materiales. Num. 23 (2011). ISSN 1139-4382. Pàgines 557-574.